# Constitution de Weimar
Pour les articles homonymes, voir Weimar (homonymie).
 (mai 2018).
Lire en ligne

Verfassungen der Welt : (de) version originale, version consolidée en 1933 ;
 Université de Perpignan : Traduction de la Constitution

Constitution bismarckienne (1871) Loi fondamentale de la RFA (1949)
La Constitution du Reich allemand du 11 août 1919 (Verfassung des Deutschen Reiches vom 11. August 1919), dite Constitution de Weimar (Weimarer Verfassung ou Weimarer Reichsverfassung, WRV), est la constitution adoptée le 31 juillet 1919 à Weimar pour le Reich allemand par l’Assemblée nationale constituante allemande (ou « Assemblée nationale de Weimar ») et promulguée à Schwarzbourg le 11 août et entrée en vigueur le 14 aout. C’était la première constitution démocratique appliquée dans l’histoire allemande ; le régime politique qu’elle instaura, la république de Weimar, dura quatorze ans.

## Histoire
La Constitution de 1919 se rattache à l’esprit libéral et démocratique de 1848 et instaure une république démocratique censée rompre avec l’autoritarisme de l’empire bismarckien et wilhelmien. Conçue dans un pays déchiré par la révolution, elle est cependant fondée sur un certain nombre de compromis – régime parlementaire mais semi-présidentiel (le président du Reich est directement élu par le peuple), fédéralisme malgré un net renforcement du pouvoir central, système mi-représentatif, mi-plébiscitaire –, qui rendent son application chaotique.[réf. nécessaire] Elle confirme le droit de vote des femmes, accordé en 1918 pour les élections à l'Assemblée constituante.
Elle cessa de facto d’être appliquée après le vote de la loi des pleins pouvoirs le 24 mars 1933, sans toutefois être juridiquement abolie, et devint caduque de fait avec la disparition du Reich le 23 mai 1945. Certains de ses articles sont cependant encore en vigueur, ayant été intégrés à la loi fondamentale de 1949.

## Informations supplémentaires
- Cette constitution a été votée à Weimar, le 31 juillet 1919.
- Elle a été promulguée à Schwarzbourg, le 11 août 1919.
- Les personnalités chargées de sa rédaction ont été :
  - le président du Reich, Ebert,
  - les ministres : Bauer, Matthias Erzberger, Hermann Müller, Eduard David, Gustav Noske, Robert Schmidt, Alexander Schlicke, Johannes Giesberts, Dr. Mayer-Kaufbeuren, Dr. Johannes Bell.
- Un groupe parlementaire du Reichstag (conseil consultatif de l'Assemblée) était également chargé d'aider à la rédaction de la Constitution ; Marie Juchacz était la seule femme députée à en être membre.